# Psylla fabra
Psylla fabra är en insektsart som beskrevs av Loginova 1964. Psylla fabra ingår i släktet Psylla och familjen rundbladloppor. Inga underarter finns listade i Catalogue of Life.